# استئصال التيه
استئصال التِّيه هو إجراءٌ يُستخدم لتقليل وظيفة تِّيه الأذن الداخليَّة. يمكن القيام بذلك جراحيًا أو كيميائيًا، كما قد يُستخدم هذا الإجراء لعلاج مرض منيير.